# Saison 2011 des Marlins de la Floride
La saison 2011 des Marlins de la Floride est la 19e saison en ligue majeure pour cette franchise. C'est la saison d'adieu pour les Marlins au Sun Life Stadium qui est remplacé l'année suivante par le Marlins Ballpark.
Malgré un bon début de saison, les Marlins encaissent 90 défaites et terminent en cinquième et dernière place de la section Est de la Ligue nationale. Le manager Edwin Rodríguez démissionne le 19 juin après le neuvième match d'une série de 11 défaites et Jack McKeon revient diriger l'équipe.
L'année 2011 marque la dernière saison des Marlins sous le nom de Florida Marlins, puisqu'ils se renomment en Miami Marlins pour 2012 et adoptent de nouvelles couleurs et de nouveaux uniformes.

## Intersaison

### Arrivées

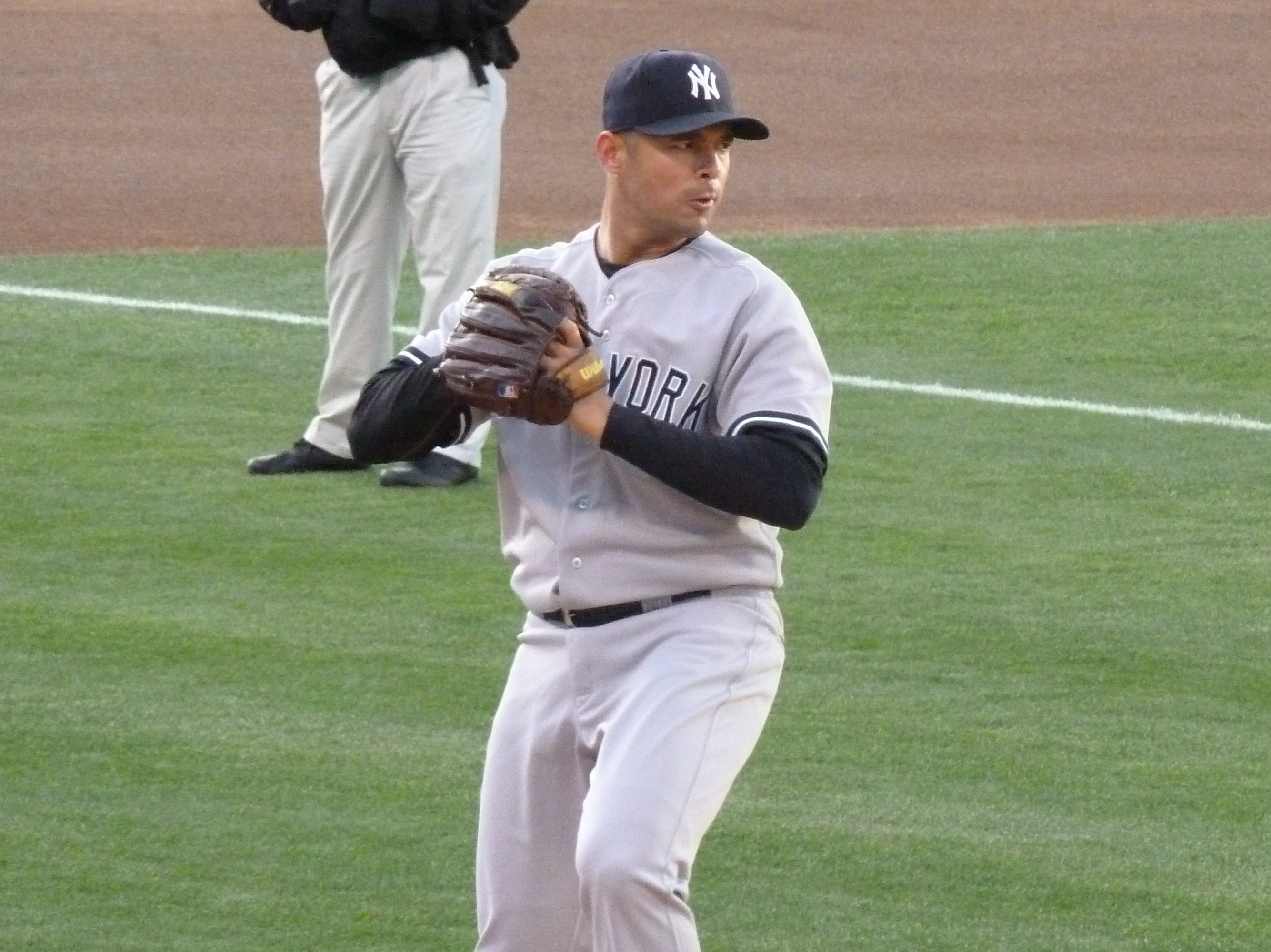
Javier Vázquez rejoint les Marlins

Le 12 novembre 2010, la lanceur Dustin Richardson passe aux Marlins en retour du lanceur gaucher Andrew Miller aux Red Sox de Boston. Il est affecté en Triple-A chez les New Orleans Zephyrs en début de saison 2011.
Le 13 novembre, les lanceurs Edward Mujica et Ryan Webb rejoignent les Marlins en retour du voltigeur Cameron Maybin aux Padres de San Diego.
Le 16 novembre, le lanceur de relève Michael Dunn et le joueur d'utilité Omar Infante passent des Braves d'Atlanta aux Marlins en retour du joueur de deuxième but Dan Uggla. Le même jour, le receveur John Buck signe un contrat de trois ans avec les Marlins.
Le lanceur partant Javier Vázquez rejoint les Marlins le 2 décembre en signant un contrat d'un an pour sept millions de dollars.
Le 15 décembre, le releveur Randy Choate signe chez les Marlins un contrat de deux ans pour 2,5 millions de dollars.

### Départs
James Houser, Dan Meyer, Will Ohman, Jorge Sosa, Scott Strickland, Taylor Tankersley, José Veras, Tim Wood, Ronny Paulino, Mike Rivera, Mike Lamb, Héctor Luna, Chad Tracy, Brett Carroll deviennent agents libres et quittent le club. Andrew Miller, Dan Uggla et Cameron Maybin sont échangés.

### Grapefruit League
33 rencontres de préparation sont programmées du 27 février au 30 mars à l'occasion de cet entraînement de printemps 2011 des Marlins.
Avec 15 victoires et 15 défaites, les Marlins terminent neuvièmes de la Grapefruit League et enregistrent la neuvième meilleure performance des clubs de la Ligue nationale.

## Saison régulière

### Classement
| Ligue nationale (Division Est) | V   | D  | %    | GB  |
| ------------------------------ | --- | -- | ---- | --- |
| Phillies de Philadelphie       | 102 | 60 | .630 | -   |
| Braves d'Atlanta               | 89  | 73 | .549 | 13  |
| Nationals de Washington        | 80  | 81 | .497 | 21½ |
| Mets de New York               | 77  | 85 | .475 | 25  |
| Marlins de la Floride          | 72  | 90 | .444 | 30  |

### Résultats
| Légende              | Légende             | Légende       |
| victoire des Marlins | défaite des Marlins | match reporté |
| -------------------- | ------------------- | ------------- |

#### Mai
| #  | Date    | Adversaire     | Score | Victoire      | Défaite      | Sauvetage  | Affluence | Bilan |
| -- | ------- | -------------- | ----- | ------------- | ------------ | ---------- | --------- | ----- |
| 26 | 1er mai | @ Reds         | 9 - 5 | Nolasco (3-0) | Arroyo (3-3) | Núñez (9)  | 26 941    | 17-9  |
| 27 | 2 mai   | @ Cardinals    | 6 - 5 | Mujica (3-1)  | Boggs (0-2)  | Núñez (10) | 32 635    | 18-9  |
| 28 | 3 mai   | @ Cardinals    |       |               |              |            |           |       |
| 29 | 4 mai   | @ Cardinals    |       |               |              |            |           |       |
| 30 | 5 mai   | @ Cardinals    |       |               |              |            |           |       |
| 31 | 6 mai   | Nationals      |       |               |              |            |           |       |
| 32 | 7 mai   | Nationals      |       |               |              |            |           |       |
| 33 | 8 mai   | Nationals      |       |               |              |            |           |       |
| 34 | 9 mai   | Phillies       |       |               |              |            |           |       |
| 35 | 10 mai  | Phillies       |       |               |              |            |           |       |
| 36 | 11 mai  | Phillies       |       |               |              |            |           |       |
| 37 | 13 mai  | @ Nationals    |       |               |              |            |           |       |
| 38 | 14 mai  | @ Nationals    |       |               |              |            |           |       |
| 39 | 15 mai  | @ Nationals    |       |               |              |            |           |       |
| 40 | 16 mai  | @ Mets         |       |               |              |            |           |       |
| 41 | 17 mai  | @ Mets         |       |               |              |            |           |       |
| 42 | 18 mai  | Cubs           |       |               |              |            |           |       |
| 43 | 19 mai  | Cubs           |       |               |              |            |           |       |
| 44 | 20 mai  | Rays           |       |               |              |            |           |       |
| 45 | 21 mai  | Rays           |       |               |              |            |           |       |
| 46 | 22 mai  | Rays           |       |               |              |            |           |       |
| 47 | 24 mai  | @ Giants       |       |               |              |            |           |       |
| 48 | 25 mai  | @ Giants       |       |               |              |            |           |       |
| 49 | 26 mai  | @ Giants       |       |               |              |            |           |       |
| 50 | 27 mai  | @ Dodgers      |       |               |              |            |           |       |
| 51 | 28 mai  | @ Dodgers      |       |               |              |            |           |       |
| 52 | 29 mai  | @ Dodgers      |       |               |              |            |           |       |
| 53 | 30 mai  | @ Diamondbacks |       |               |              |            |           |       |
| 54 | 31 mai  | @ Diamondbacks |       |               |              |            |           |       |

## Draft
La Draft MLB 2011 se tient du 6 au 8 juin 2011 à Secaucus (New Jersey). Les Marlins ont le quatorzième choix.

## Affiliations en ligues mineures
| Niveau         | Equipe                         | Ligue                   | Manager         | Vic. | Déf. | Classement |
| -------------- | ------------------------------ | ----------------------- | --------------- | ---- | ---- | ---------- |
| AAA            | Zephyrs de La Nouvelle-Orléans | Pacific Coast League    | Greg Norton     |      |      |            |
| AA             | Suns de Jacksonville           | Southern League         | Andy Barkett    |      |      |            |
| Advanced A     | Hammerheads de Jupiter         | Florida State League    | Ron Hassey      |      |      |            |
| A              | Grasshoppers de Greensboro     | South Atlantic League   | Andy Haines     |      |      |            |
| Short Season A | Jammers de Jamestown           | New York - Penn League  | Dave Berg       |      |      |            |
| Rookie         | GCL Marlins                    | Gulf Coast League       | Jorge Hernandez |      |      |            |
| Rookie         | DSL Marlins                    | Dominican Summer League |                 |      |      |            |